# Albershausen
Albershausen ist eine Gemeinde im Landkreis Göppingen in Baden-Württemberg (Deutschland).

## Geographie

### Geographische Lage
Albershausen liegt zwischen dem unteren Filstal und der Schwäbischen Alb am Butzbach, einem kleinen linken Nebenfluss der Fils. Der Dorfkern zieht sich entlang der Bundesstraße 297 zwischen Uhingen und Kirchheim unter Teck. Die Kreisstadt Göppingen ist in Luftlinie etwa 7 km ostnordöstlich entfernt.

### Gemeindegliederung
Zu Albershausen gehören das Dorf Albershausen, der Weiler Schafhof und das Gehöft Öschlenshof sowie die in Albershausen aufgegangenen oder abgegangenen Ortschaften Mittelschlichingen, Büheln, Haßlach, Negelli, Bettenweiler und Schenkenmühle.

### Nachbargemeinden
Albershausen grenzt sind reihum an die Stadt Ebersbach an der Fils im Nordwesten, die Stadt Uhingen im Osten, die Gemeinde Hattenhofen im Süden und die Gemeinde Schlierbach im Südwesten, alle ebenfalls im Landkreis Göppingen.

### Flächenaufteilung
Nach Daten des Statistischen Landesamtes, Stand 2014.

## Geschichte

### Frühe Geschichte
Die Gemeinde Albershausen kann heute auf knapp 750 Jahre Geschichte zurückblicken. Ein genauer Gründungszeitpunkt ist nicht bekannt. Die Gemeinde wird jedoch in einem Beleg aus dem Jahre 1275 erstmals erwähnt. Jungsteinzeitliche Funde lassen vermuten, dass bereits 3000 bis 1800 vor Christi Geburt Menschen die Albershäuser Markung durchstreiften und vielleicht auch bereits darauf siedelten. Schon etwa um das Jahr 1700 waren sehr wahrscheinlich alemannische Grabbeigaben entdeckt, doch in ihrer Bedeutung nicht erkannt worden. Durch diese Funde weiß man, dass etwa im siebten Jahrhundert auf der Markung, wohl im Gebiet des Ortskerns, Alemannen siedelten.
Im Hochmittelalter lag die Gemarkung von Albershausen im Herzogtum Schwaben. Hoheitsrechte waren im Gebiet der Gemeinde für das Spätmittelalter an die Herzöge von Teck und die Grafen von Aichelberg gefallen. Im 15. Jahrhundert setzten sich als Territorialherren die Grafen von Württemberg durch und unterstellten den Ort ihrem Amt in Göppingen. Ulrich von Württemberg führte 1534 in seinem Herzogtum die Reformation ein, so dass Albershausen seither überwiegend evangelisch geprägt war.

### Herkunft des Ortsnamens
Der Ortsname bezieht sich wahrscheinlich auf einen Personennamen eines Alber oder Albheri. Die Albershäuser Pfarrbeschreibung von 1828 dürfte somit mit ihrer wohl aus der damaligen mündlichen Überlieferung entnommenen Feststellung „laut einer vorgefundenen Urkunde ohne Jahreszahl war der Erbauer und Besitzer des ersten Hauses von dem gegenwärtigen Albershausen ein gewisser Johannes Alber“ bezüglich des Namens Alber Recht haben.
Der Ortsname wurde darüber hinaus auch schon mit dem Flurnamen „Vor Albers Holz“ bei Schlierbach in Verbindung gebracht. Dieses, an der Markungsgrenze zu Albershausen westlich vom Tannengarten gelegene Waldstück erscheint urkundlich im Jahre 1484 als Albernholz.
Bei Albershausen lag einst auch die Schenkenmühle, welche zum Filseck gehörte und welche während des Dreißigjährigen Krieges abging. Sie befand sich auf Albershäuser Markung im Bereich des Schafhofes. Durch Heirat ging sie jedoch an den Besitzer des Schlosses Filseck über. Ganz in deren Nähe am östlichen Waldrand über dem Schafhof soll früher einmal eine Burg gestanden haben, von der im Jahr 1844 noch Ruinen vorhanden gewesen sein sollen. Ihr Standort war wohl in der Nähe der heutigen Gärtnerei Vollmer. Ein Beweis dafür sind die dortigen Flurnamen „Buschel“ und „Im Burgstall“.

### Jüngere Geschichte
Bei der Neugliederung des jungen Königreichs Württemberg am Anfang des 19. Jahrhunderts blieb die Zugehörigkeit von Albershausen zum Oberamt Göppingen bestehen. Nach dem Ende der Monarchie gehörte Albershausen zum Volksstaat Württemberg. Bei der Kreisreform während der NS-Zeit in Württemberg gelangte die Gemeinde 1938 zum neuen Landkreis Göppingen. 1945 bis 1952 befand sich Albershausen im Nachkriegsland Württemberg-Baden, das 1945 in der Amerikanischen Besatzungszone gegründet worden war. 1952 kam die Gemeinde zum neuen Bundesland Baden-Württemberg.

### Ehemalige Ortsteile
Zu Albershausen gehörte von Alters her der Öschleshof und seit 1850 der Schafhof, welcher bis dahin Uhingen zugeteilt war. Am 14. November 1850 wurde dieser Hof vertraglich an Albershausen abgetreten. Zunächst war der Schafhof noch eine Teilgemeinde von Albershausen, seit 1927 endete die Eigenständigkeit des Teilortes und der Schafhof wurde mit Albershausen vereinigt.

### Einwohnerentwicklung

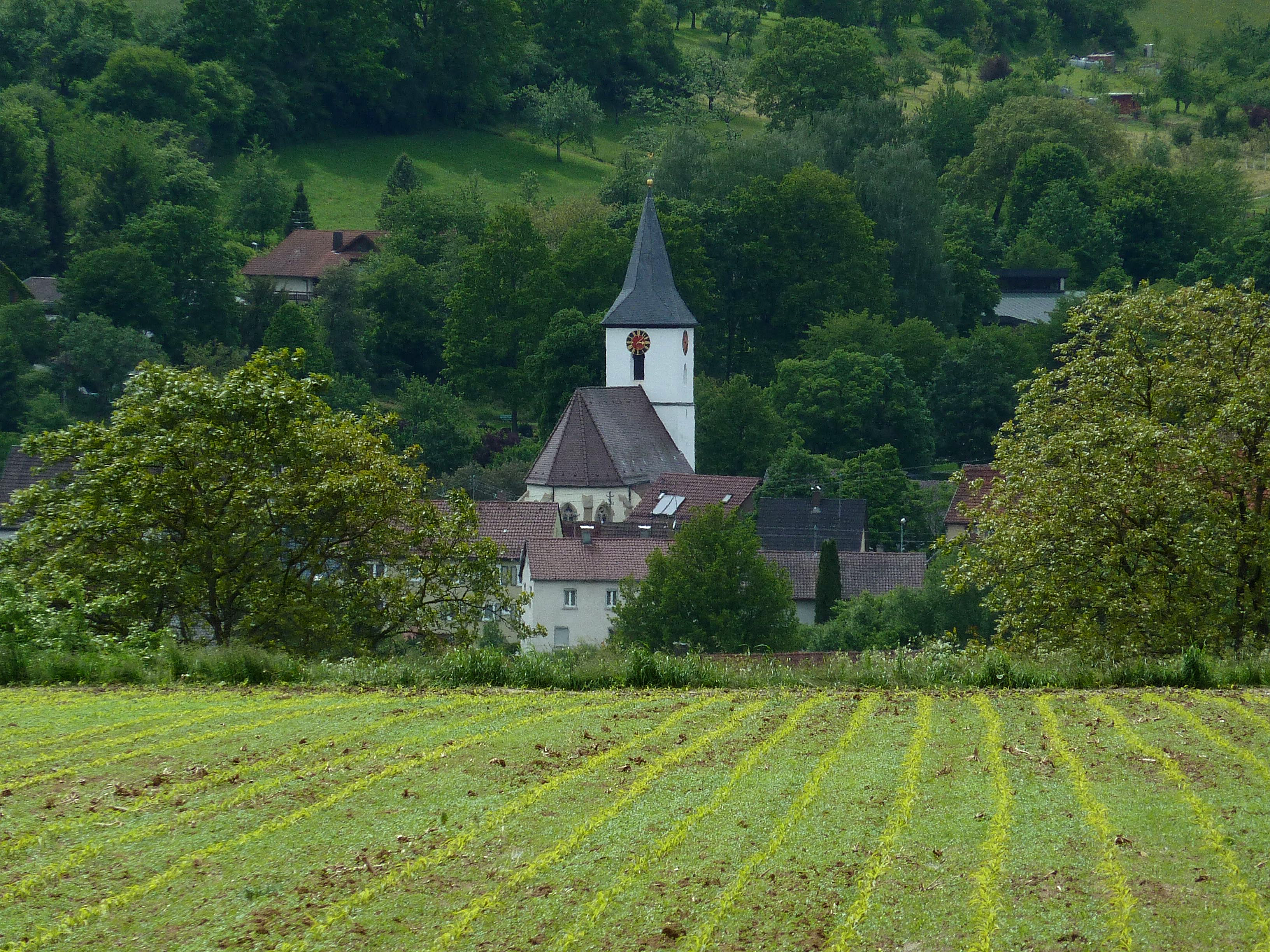
Albershäuser Kirche von Osten

Quelle: Statistisches Landesamt Baden-Württemberg für die Angaben ab 1970
| Stichtag / Jahr    | Einwohner |
| ------------------ | --------- |
| 00. 00. 1837       | 0786      |
| 00. 00. 1907       | 1217      |
| 17. Mai 1939       | 1440      |
| 13. September 1950 | 2006      |
| 27. Mai 1970       | 3255      |
| 31. Dezember 1983  | 3591      |
| 25. Mai 1987       | 3710      |
| 31. Dezember 1991  | 3999      |
| 31. Dezember 1995  | 4132      |
| 31. Dezember 2000  | 4436      |
| 31. Dezember 2005  | 4339      |
| 31. Dezember 2010  | 4309      |
| 31. Dezember 2015  | 4196      |
| 31. Dezember 2020  | 4397      |

## Politik

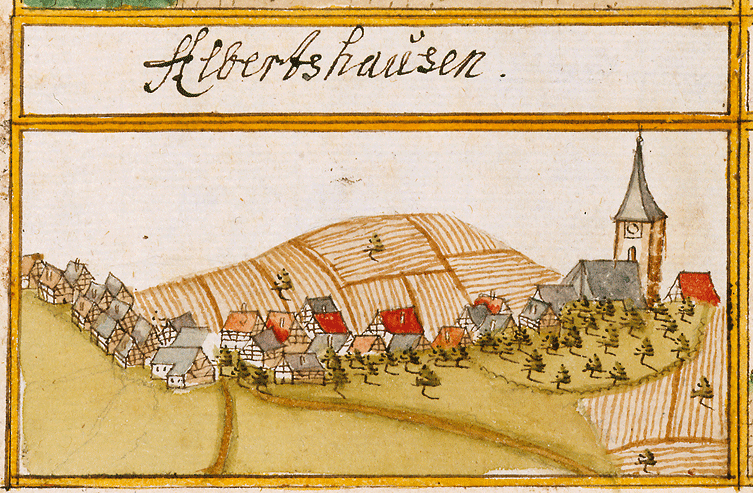
Albershausen 1683/1685 im Kieserschen Forstlagerbuch

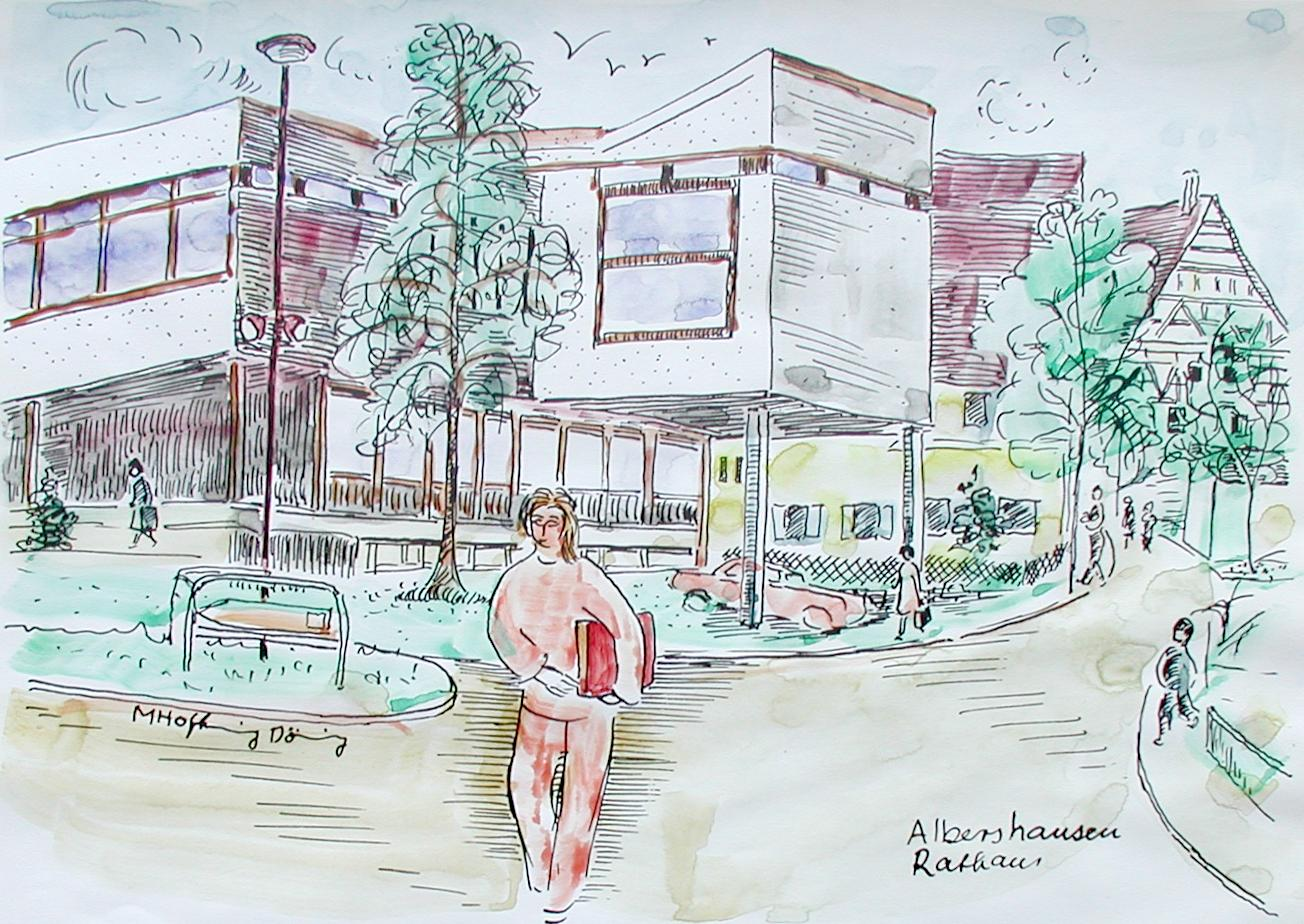
Rathaus, colorierte Zeichnung von Margret Hofheinz-Döring, 1976

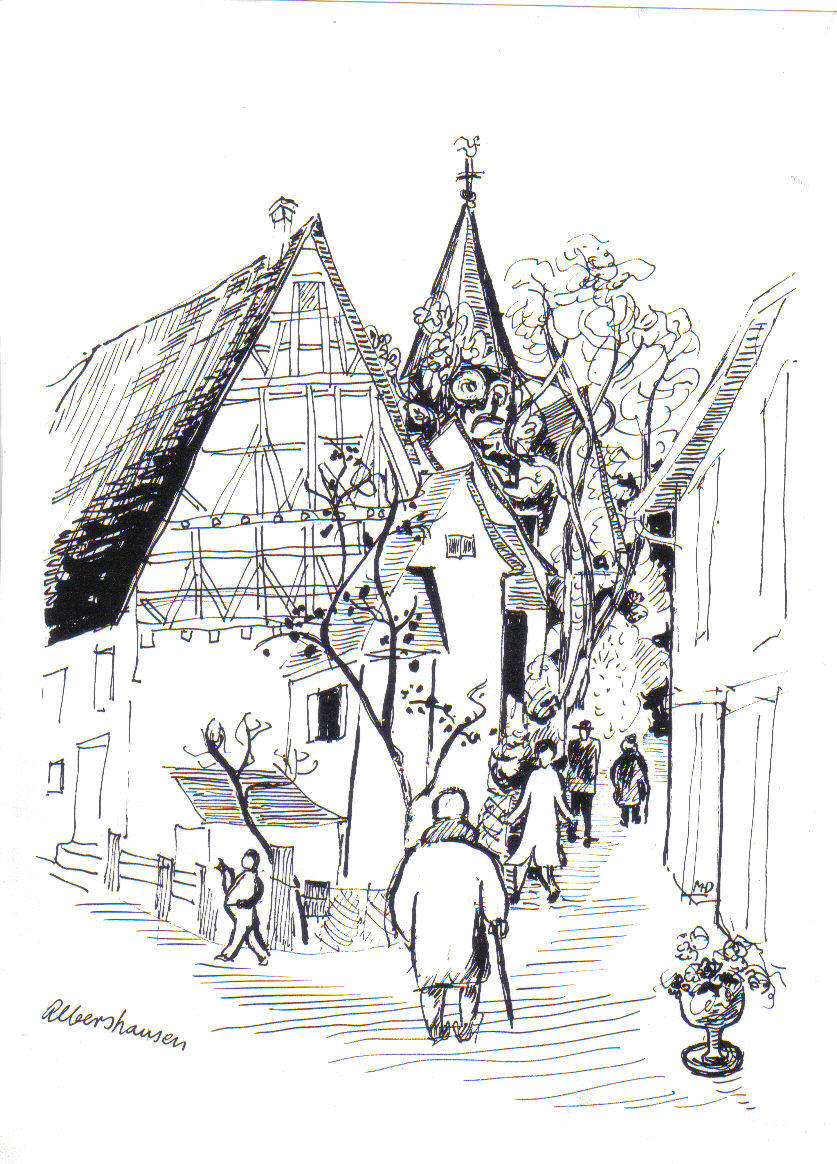
Ortsmitte, Federzeichnung von Margret Hofheinz-Döring, 1977

### Bürgermeister
Der Bürgermeister wird für eine Amtszeit von acht Jahren gewählt. Seit dem 21. April 2010 ist Jochen Bidlingmaier Bürgermeister der Gemeinde Albershausen. Er erhielt bei der Wahl am 7. Februar 2010 83,3 % der Stimmen.
Bisherige Amtsträger sind:
- 1948–1978: Heinrich Kötzle († 2016)
- 1978–1986: Wolfgang Grupp
- 1986–2010: Hermann Hering
- seit 2010: Jochen Bidlingmaier

### Gemeinderat
Der Gemeinderat in Albershausen besteht aus den 14 gewählten ehrenamtlichen Gemeinderäten und dem Bürgermeister als Vorsitzendem. Der Bürgermeister ist im Gemeinderat stimmberechtigt. Die Kommunalwahl am 9. Juni 2024 führte zu folgendem Ergebnis. 
| Parteien und Wählergemeinschaften | Parteien und Wählergemeinschaften           | % 2024  | Sitze 2024 | % 2019  | Sitze 2019 | Kommunalwahl 2024 %50403020100 41,60 %31,80 %26,59 % FWBWVCDUGewinne und Verlusteim Vergleich zu 2019 %p 8 6 4 2 0 −2 −4 −6 −8−0,77 %p−6,21 %p+6,96 %pFWBWVCDU |
| FWS                               | Freie Wählerschaft                          | 41,60   | 6          | 42,37   | 6          | Kommunalwahl 2024 %50403020100 41,60 %31,80 %26,59 % FWBWVCDUGewinne und Verlusteim Vergleich zu 2019 %p 8 6 4 2 0 −2 −4 −6 −8−0,77 %p−6,21 %p+6,96 %pFWBWVCDU |
| BWV                               | Bürgerliche Wählervereinigung               | 31,80   | 4          | 38,01   | 5          | Kommunalwahl 2024 %50403020100 41,60 %31,80 %26,59 % FWBWVCDUGewinne und Verlusteim Vergleich zu 2019 %p 8 6 4 2 0 −2 −4 −6 −8−0,77 %p−6,21 %p+6,96 %pFWBWVCDU |
| CDU                               | Christlich Demokratische Union Deutschlands | 26,59   | 4          | 19,63   | 3          | Kommunalwahl 2024 %50403020100 41,60 %31,80 %26,59 % FWBWVCDUGewinne und Verlusteim Vergleich zu 2019 %p 8 6 4 2 0 −2 −4 −6 −8−0,77 %p−6,21 %p+6,96 %pFWBWVCDU |
| gesamt                            | gesamt                                      | 100,0   | 14         | 100,0   | 14         | Kommunalwahl 2024 %50403020100 41,60 %31,80 %26,59 % FWBWVCDUGewinne und Verlusteim Vergleich zu 2019 %p 8 6 4 2 0 −2 −4 −6 −8−0,77 %p−6,21 %p+6,96 %pFWBWVCDU |
| Wahlbeteiligung                   | Wahlbeteiligung                             | 66,67 % | 66,67 %    | 59,85 % | 59,85 %    | Kommunalwahl 2024 %50403020100 41,60 %31,80 %26,59 % FWBWVCDUGewinne und Verlusteim Vergleich zu 2019 %p 8 6 4 2 0 −2 −4 −6 −8−0,77 %p−6,21 %p+6,96 %pFWBWVCDU |

### Wappen
Die Blasonierung des Gemeindewappens von Albershausen lautet: In Silber der grüne Großbuchstabe A, darunter eine linkshin liegende grüne Tulpe.
Das Wappen der Gemeinde Albershausen ist das einzige Buchstabenwappen im Landkreis Göppingen. Die 1930 gebrauchten Dienstsiegel des Schultheißenamtes und des Gemeinderats enthalten als Siegelbild ohne Schild den Großbuchstaben A, darunter eine Tulpe mit zwei Blättern. Wann diese Symbole, von denen sich der Buchstabe auf den Ortsnamen bezieht, angenommen wurden, ist nicht bekannt (Wappenbuch des Landkreises Göppingen). Das Wappenbild taucht allerdings schon vor 1930 auf Marksteinen und Marksteinzeugen auf.
Am 3. Februar 1959 verlieh das Innenministerium der Gemeinde die Flaggenfarben Grün-Weiß.

## Infrastruktur und Wirtschaft

### Religionsgemeinschaften
Evangelische Johanneskirche: Eine Kirche wurde in Albershausen 1275 erstmals erwähnt. Das Patronat kam über das Stift Wiesensteig an Württemberg. 1534 wurde die Reformation eingeführt. Die Kirchengemeinde gehört zum evangelischen Kirchenbezirk Göppingen. Die spätgotische Johanneskirche wurde um 1455 erbaut und 1701, 1800, 1869–87, 1953 und 1971 erneuert. Sie hat einen Chor mit Kreuzrippengewölbe, in dem sich bis 1971 eine Orgelempore befand. Der Westturm wurde nach einem Brand von 1781 neu erbaut. Das Weilheimer Künstlerehepaar Gisela Dreher-Richels und Gerhard Dreher waren 1971/1972 für die künstlerische Renovierungskonzeption und die ornamentale Chorverglasung (Ausführung: Kunstglaserei Hack in Weilheim) verantwortlich.

### Verkehr
Albershausen liegt im Landkreis Göppingen verkehrsgünstig an der Bundesstraße 297 zwischen Stuttgart, Ulm und Kirchheim/Teck. In drei Minuten lässt sich die B 10 erreichen, in weniger als 15 Minuten gelangt man auf die Bundesautobahn A 8.

### Bildung

#### Kindergärten
In Albershausen gibt es den Kindergarten Pusteblume und den Kindergarten Löwenzahn. Beides sind kommunale Einrichtungen. Im Kindergarten Löwenzahn gibt es neben drei (altersgemischten) Gruppen zusätzlich eine Krippengruppe.

#### Grundschule
Die Albert-Schweitzer-Schule verfügt über 8 Grundschulklassen.

#### Gemeinschaftsschule
Albershausen ist Sitz des Schul-Zweckverbands Westliche Voralb (ehemals Werkrealschule, jetzt Gemeinschaftsschule) mit einer Außenstelle in Schlierbach. Verbandsmitglieder sind neben Albershausen und Schlierbach die Gemeinden Aichelberg, Hattenhofen und Zell u. A.

### Ansässige Unternehmen
In Albershausen gibt es über 800 sozialversicherungspflichtig Beschäftigte. Bekannte Unternehmen in Albershausen sind:
- Georg Fischer GmbH (GF)
- 1980 gegründete Zweigstelle der MAHLE Motorkomponenten GmbH, Albershausen[11]
- Unternehmenszentrale der Mainpol GmbH, Produzent von Bekleidungsteilen[12]
- Schneider GmbH, Hersteller von Bäckereiprodukten und Spezialpapieren[13]
- Metzgerei Wolf-Köstlin GmbH[14]
- Würth Leasing GmbH & Co. KG, Leasinggesellschaft der Adolf Würth GmbH & Co. KG[15]
- Zinser GmbH, Hersteller von Autogentechnik, Heißluftgeräten, Schweißautomaten und Schneidsystemen[16]

## Persönlichkeiten
- Reinhold Bötzel, 1975 in Kirchheim unter Teck geboren, mehrfacher deutscher Meister, mehrfacher Medaillengewinner und Rekordhalter bei Europameisterschaften, ehemaliger Weltmeister und Weltrekordhalter im Hochsprung sowie mehrfacher Teilnehmer bei den Paralympics, zuletzt 2016 in Rio.[17]
- Janina Hiller ist eine der erfolgreichsten deutschen Sportakrobatinnen. Mit ihrer ehemaligen Partnerin Sophia Müller holten die beiden insgesamt 40 deutsche Meistertitel und waren international bei den Top-Teams vertreten. Bei Das Supertalent wurden sie einer breiteren Öffentlichkeit bekannt.
- Roland Hirsch, ehemaliger semi-professioneller Fußballspieler, u. a. beim HSV; geb. 1966, aufgewachsen und nach wie vor wohnhaft in Albershausen.[18]
- Bernd Merkle, Mundartautor; geb. 1943 in Esslingen, aufgewachsen in Göppingen,[19] wohnhaft in Albershausen. Bernd Merkle erhielt 2008 den Sebastian Blau-Preis.[20]
- Jan Seidl lebt in Albershausen. 2013 wurde er Deutscher Meister A-Jugend Greco,[21] 2014 holte er den Deutschen Meistertitel bei den Kadetten.[22] Mit dem SV Ebersbach kämpft er aktuell in der Verbandsliga.
- Dietmar Scheytt-Stövhase, 1959 in Ensingen geboren, verheiratet, 2 Kinder, ev. Pfarrer in Albershausen seit 1. November 2007. Zuvor war er 15 Jahre Pfarrer in Börtlingen/Birenbach. Im Jahr 2004 gründete er die Kabarett-Gruppe Pfaffenpfeffer, die aus Pfarrerinnen und Pfarrern des Kirchenbezirks Göppingen besteht.[23] Er tritt auch als Solokünstler auf.[24]
- Elisabeth Sigmund lebte zuletzt bis zu ihrem Tod im Jahr 2013 in Albershausen.

## Vereine
Insgesamt sind rund 20 Vereine in Albershausen aktiv. Der TSGV Albershausen 1896 e. V. (Turn-, Sport- und Gesangverein) ist der größte Verein im Ort und bietet mit 16 Abteilungen von American Football bis Tischtennis ein vielfältiges Sportangebot.
Die Albershausen Crusaders schafften im Jahr 2016 den Aufstieg und die GFL2 die zweithöchste Spielklasse im deutschen American Football in der sie im Jahr 2017 zum ersten Mal antreten.